# Stéphane Denève
Stéphane Denève (født 1971 i Tourcoing) er en fransk dirigent. Han studerede på Conservatoire de Paris og har arbejdet som dirigentassistent for Sir Georg Solti ved Orchestre de Paris, Georges Prêtre ved Pariseroperaen og Seiji Ozawa ved Saito Kinen Festival Matsumoto i 1998.
Denève overtog posten som leder af Royal Scottish National Orchestra (RSNO) i september 2005, hvilket er hans første lederpost. I sin første season dirigerede han RSNO til Proms koncerterne i London i 2006, og dets første opførelse nogensinde i Frankrig. I april 2007 forlængede han sin kontrakt med orkestret til 2011. I marts 2010 bekendtgjorde RSNO en yderligere forlængelse af Denèves kontrakt for endnu et år og hans periodes afslutning efter sæsonen 2011-2012. Denève og RSNO har lavet flere kommercielle indspilninger hos pladeselskaberne Naxos og Chandos, blandt andet med musik af Albert Roussel og Guillaume Connesson. Samtidig med RSNOs bekendtgørelse, offentliggjorde Radio-Sinfonieorchester Stuttgart i marts 2010, at de havde ansat Denève som orkestrets næste chefdirigent, begyndende fra sæsonen 2011-2012.
I juli 2007 giftede Denève sig med Åsa Masters i en ceremoni i California. Parret har en datter, Alma, født i 2008.